# Wijkpark Molenvliet
Wijkpark Molenvliet is een park dat in de wijk Molenvliet in de Utrechtse stad Woerden Het is aangelegd in de jaren 1980 ten tijde van de bouw van de wijk. 
Het park bestaat uit twee delen, gescheiden door een doorgaande weg. Het zuidelijk deel bevat sportvelden met onder andere voetbal, atletiek, hockey en tennis. Het westelijke deel bestaat onder meer uit een heuvel waaronder zich de oude vuilstort van Woerden bevindt die in de jaren 1970 werd gesloten. Iedere herfst vindt er een groot muziekevenement plaats.
Door het park slingeren meerdere asfaltwegen, waarvan een deel het circuit van de Woerdense wielrenclub is, gelegen in het zuidwestelijk parkdeel. Wanneer er wedstrijden op worden gereden, wordt een deel van het park afgesloten. In de winter is er een cyclocrosswedstrijd die onderdeel is van de competitie om de wereldbeker. Ook het Nederlands Kampioenschap Veldrijden wordt er soms verreden.
In het park staat het kunstwerk Zonnebloemen, ook wel: De Vuilnisroos, uit 1993 gemaakt door Jaap van Bemmel, oprichter van het afvalverwerkingsbedrijf Jac. van Bemmel uit Woerden. De metalen bloemen zijn gemaakt van onderdelen van de machines die op de vuilstort werden gebruikt.